# Aubencheul-aux-Bois
Aubencheul-aux-Bois är en kommun i departementet Aisne i regionen Hauts-de-France i norra Frankrike. Kommunen ligger  i kantonen Catelet som ligger i arrondissementet Saint-Quentin. År 2022 hade Aubencheul-aux-Bois 243 invånare.  Aubencheul-aux-Bois ligger ungefär 20 kilometer söder om Cambrai och 30 kilometer öster om Combles. Kommunens nordvästra gräns är gränsen mellan departementen Aisne och Nord. Kommunen består helt och hållet av jordbruksmark.

## Befolkningsutveckling
Antalet invånare i kommunen Aubencheul-aux-Bois
Referens: INSEE